# Cambo-les-Bains
Cambo-les-Bains é uma comuna francesa na região administrativa da Nova Aquitânia, no departamento dos Pirenéus Atlânticos. Estende-se por uma área de 22,43 km². Em 2010 a comuna tinha 6 718 habitantes (densidade: 299,5 hab./km²).